# Kanachaur
Kanachaur (nep. कानाचौर) – gaun wikas samiti w zachodniej części Nepalu w strefie Seti w dystrykcie Doti. Według nepalskiego spisu powszechnego z 2001 roku liczył on 466 gospodarstw domowych i 3020 mieszkańców (1453 kobiet i 1567 mężczyzn).